# 堂免一成
堂免 一成（どうめん かずなり、1953年9月24日 - ）は、日本の化学者。東京大学教授。光触媒の研究で知られる。鹿児島県南さつま市出身。

## 経歴
- 1976年 東京大学理学部化学科卒
- 1982年
  - 東京大学大学院理学系研究科博士後期課程修了
  - 東京工業大学資源化学研究所助手
- 1985-1986年 IBM Almaden研究センター 博士研究員
- 1990年 東京工業大学資源化学研究所助教授
- 1996年 同 教授
- 2004年 現職
- 2010年 水素エネルギー協会会長
- 2013年 触媒学会会長
- 2017年 信州大学特別特任教授

## 研究
可視光によって水を水素と酸素へ分解する光触媒の研究が有名。また近年では、白金を使わない燃料電池電極の開発にも取り組んでいる。

## 受賞歴
- 1990年 - 日本触媒学会奨励賞
- 2007年 - 日本触媒学会賞（学術部門）
- 2024年 - クラリベイト引用栄誉賞[3]